# Trituratore
Il trituratore è una macchina industriale utilizzata per il trattamento ed il riciclaggio dei rifiuti. La categoria è suddivisibile generalmente per classi di potenza, tipologia di motorizzazione (elettrica o idraulica), numero degli alberi porta-lame (monoalbero, bialbero, trialbero, fino a quattro alberi).
Nella famiglia dei trituratori rientrano anche i cippatori di ramaglie come i distruggi documenti. Nelle applicazioni industriali invece il termine più appropriato è quello di trituratori industriali.
La norma UNI EN 12012-1:2018 definisce il trituratore come "macchina che taglia il materiale all’interno della camera di taglio fino a ridurne le dimensioni in modo che il prodotto possa uscire dall’area di scarico".

## Scopo
Lo scopo principale dei trituratori industriali è quello di sminuzzare e macinare il materiale addotto, allo scopo di ridurlo in frammenti molto piccoli, di ausilio alla fase successiva di trattamento e lavorazione.
Sono utilizzati principalmente nell'economia circolare allo scopo di gestione dei rifiuti e degli scarti di lavorazione, affinché possano essere utilizzati come materia prima seconda. Non sono esclusi ulteriori scopi quali la riduzione volumetrica (il materiale triturato occupa meno spazio del materiale nella forma originale a parità di spazio), oppure la semplice distruzione in modo non si possa risalire alle informazioni contenute (i tabulati di una banca una volta triturati diventano illeggibili).
In virtù dello scopo i trituratori possono essere installati come macchinari a sé stanti, in cui il materiale triturato cade per gravità in un contenitore sottostante, oppure in linee di produzione composte da uno o più trituratori, con diversi accessori posti prima e dopo: nastri di carico e scarico, sollevatori ribaltatori, coclee ed altro ancora.

## Funzionamento
I trituratori industriali si suddividono in due classi principali:
- i trituratori
- i laceratori

I primi a loro volta si suddividono in alcune categorie, a seconda del numero di alberi porta-lame, o rotori, come vengono definiti dalla norma UNI EN 12012-1:
- monoalbero
- bialbero
- con 3 alberi
- con 4 alberi

A loro volta le categorie si differenziano in trituratori:
- ad azionamento elettrico
- ad azionamento idraulico

La potenza della motorizzazione, da qualche kW a centinaia di kW, costituisce un'ulteriore classificazione delle serie. Tipicamente i trituratori sono macchine a bassa velocità, a differenza dei granulatori o mulini.
La scelta del trituratore più idoneo dipende dal materiale da triturare, dalla quantità da trattare e dal risultato che si vuole ottenere, ovvero la pezzatura. Questo determina anche la configurazione più opportuna delle lame quanto a spessore e numero dei becchi.

### Processo di triturazione
La triturazione è il processo attraverso il quale il trituratore taglia il materiale. La camera di taglio o corpo macinante è la parte della macchina in cui avviene la riduzione della dimensione. Tipicamente un trituratore è composto da:
- motorizzazione
- riduttore principale
- alberi porta-lame
- flangia frontale

Si possono poi identificare tipicamente alcune zone:
- il dispositivo di alimentazione, per introdurre il materiale nella camera di taglio
- l'area di scarico, dalla quale esce il prodotto macinato
- il piano di lavoro e piano di carico

Il materiale viene normalmente convogliato da una tramoggia di carico (il dispositivo di alimentazione), che può essere dotata di un pressore (spingitore secondo teminologia UNI EN 120212-1:2018), verso gli alberi porta-lame, che ruotano in senso contrapposto. Qui i becchi delle lame artigliano il materiale spingendolo verso il centro della camera di macinazione e costringendolo ad attraversare le lame, poste alternativamente l’una all’altra sugli alberi, come in una scacchiera. Tra lama e lama è interposto un distanziale di pari spessore, sormontato da ciò che viene definito un settore pulitore.

#### Effetto di taglio
Le lame, contrapposte alternativamente tra di loro interferiscono sulla circonferenza. È proprio questa interferenza di qualche millimetro tra una lama e l'altra che genera l'effetto di taglio del materiale. Tanto più l'angolo tra la faccia piana di ogni lama ed il proprio spessore è vivo, tanto più è efficace il processo di taglio; man mano che le lame si usurano l'angolo si arrotonda, l'interferenza diminuisce e la produttività del trituratore ne risente. È così necessario provvedere a una nuova affilatura delle lame, rettificando di qualche millimetro (secondo l'usura) la superficie piana di ogni lama, da entrambi i lati.
Il materiale macinato cade normalmente per gravità al di sotto del trituratore, in un contenitore, oppure su un nastro di scarico o una coclea, che lo convogliano alla fase produttiva successiva.

#### Differenze di processo
Il ciclo descritto è tipico di un trituratore a due alberi. I trituratori monoalbero e con tre e quattro alberi hanno particolarità di processo leggermente diverse. Ovvero:
- Trituratori monoalbero: un pressore preme il materiale contro un rotore dotato di placchette di taglio; il materiale asportato dal rotore viene tagliato in concomitanza del passaggio delle placchette di taglio mobili tra le lame fisse. Una griglia impedisce al materiale che non ha raggiunto la dimensione inferiore dei fori della griglia di uscire, costringendolo a un'altra sessione di taglio tra placchette mobili e lame fisse.
- Trituratori tre e quattro alberi: i due rotori (alberi porta-lame) sottostanti lavorano secondo la medesima logica dei trituratori a due alberi, mentre il rotore superiore o i due rotori superiori, hanno il compito di riciclo (per questo ruotano più velocemente dei due sottostanti). Dato che questi trituratori sono dotati di griglia sottostante di vagliatura, il materiale che non ha ancora raggiunto la dimensione dei fori della griglia, viene riciclato dai rotori superiori, che lo spingono nuovamente verso il centro dei rotori inferiori, per un'altra sessione di macinazione e così via sino a che il materiale non esce della pezzatura consentita dalla griglia.

#### Inversione di marcia dei rotori
Tutti i tipi di trituratori industriali sono dotati di un meccanismo per salvaguardarne la funzionalità: l’inversione di marcia dei rotori (alberi porta-lame).
Se i rotori nella loro rotazione contrapposta si trovano a dover aggredire un materiale che oppone un'elevata resistenza al taglio, oppure a una quantità eccessiva di materiale da triturare contemporaneamente, interviene allora un meccanismo automatico, basato sul controllo dell’assorbimento di corrente o della pressione idraulica, che inverte il moto dei rotori.
I rotori ruotano per un tempo prefissato in senso contrario, poi tornano ad aggredire il materiale e se il problema non si è risolto ripetono un altro ciclo di inversione. Se ciò si ripete per un dato numero di volte in un dato tempo, il trituratore si blocca definitivamente.